# Tricotomía (teología)
Tricotomía (partir en 3) es un concepto teológico, derivado de San Pablo. Se extendió en el cristianismo primitivo y fue aplicado por los gnósticos (Valentín el Gnóstico, valentinianos, Evangelio de Felipe).
Consiste en la concepción del hombre está dividido en tres partes: cuerpo, alma y espíritu (en griego: soma, psique y pneuma, en latín: corpus, anima y spiritus). Todo hombre tiene un espíritu, un alma y un cuerpo.
Los hombres, según el predominio de una u otra parte, podrían ser pneumáticos (espirituales), psíquicos (animales) o hílicos (terrenales).